# Hamid Naderi Yeganeh
Hamid Naderi Yeganeh (en persa: حمید نادری یگانه‎; nacido el 26 de julio de 1990 en Irán) es un matemático y artista digital iraní. Es conocido por usar fórmulas matemáticas para crear dibujos de objetos de la vida real, ilustraciones complejas, animaciones, fractales y teselados.
 Sus obras de arte pueden describirse totalmente mediante conceptos matemáticos.
Los conceptos matemáticos que usa en su trabajo incluyen funciones trigonométricas, funciones exponenciales, ondas de sierra o la sucesión de Fibonacci.

## Educación
Naderi Yeganeh recibió su licenciatura en matemáticas por la Universidad de Qom y un máster en Matemática Pura por la Universidad de Tecnología Sharif. Su tesis de maestría se centró en métodos numéricos para la aproximación y la visualización de variedades invariantes en sistemas dinámicos. Ganó una medalla de oro en la 38 competición nacional de matemáticas de la Sociedad Matemática Iraní celebrada en la "Universidad de Tecnología Avanzada" en mayo de 2014 y una medalla de plata en la 39 competición nacional de matemáticas de la citada sociedad celebrada en la Universidad de Yazd en mayo de 2015. Un informe especial sobre los logros y las estadísticas de la Universidad de Qom entre los años 2013 y 2020 cita su medalla de oro en la 38 competición de matemáticas como uno de los cinco logros sobresalientes de los estudiantes de la universidad en el período 2013-2020.

## Trabajo

### Dibujos de objetos de la vida real
Naderi Yeganeh ha introducido dos métodos para dibujar objetos de la vida real con fórmulas matemáticas. Con el primer método, crea decenas de miles de figuras matemáticas generadas por computadora para encontrar accidentalmente algunas formas interesantes. Luego cambia un poco las ecuaciones para aumentar la semejanza de las formas encontradas accidentalmente con los objetos de la vida real. Por ejemplo, al usar este método, encontró algunas formas que se asemejan a pájaros, peces y veleros. En el segundo método, dibuja un objeto de la vida real con un proceso paso a paso. En cada paso, intenta averiguar qué fórmulas matemáticas producirán el dibujo. Usando este método, dibujó pájaros en vuelo, mariposas, rostros humanos y plantas usando funciones trigonométricas. Naderi Yeganeh afirma que "Para crear este tipo de formas, es muy útil conocer las propiedades de las funciones trigonométricas". En 2018, en una entrevista con un miembro de la Universidad de Tecnología Sharif, declaró que: "Uso conceptos matemáticos en una obra de arte de una manera que podría explicarse a fondo en un párrafo. Eso facilita la comprensión de los fundamentos científicos de una obra de arte".

#### Un pájaro en vuelo

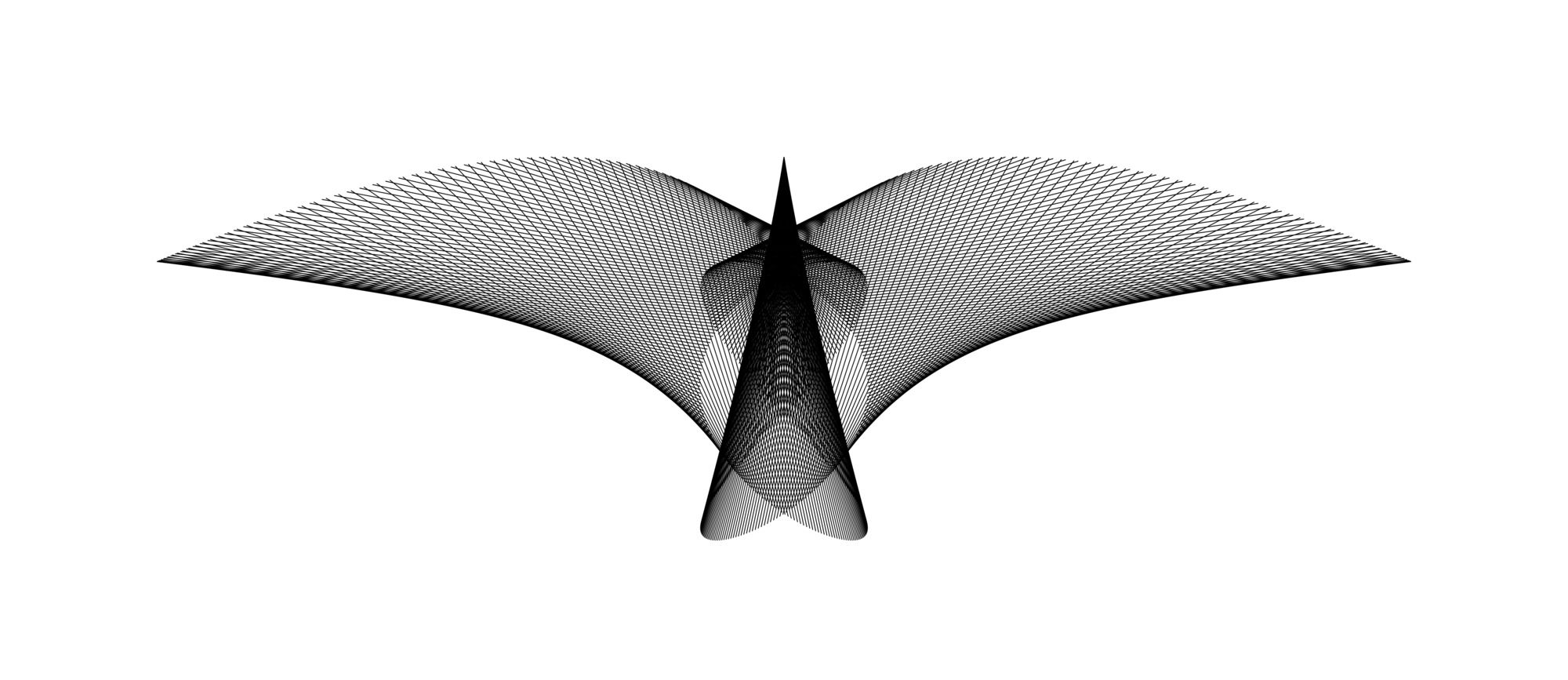
Una versión de Un pájaro en vuelo compuesta por 500 segmentos de línea, que Naderi Yeganeh creó con su primer método

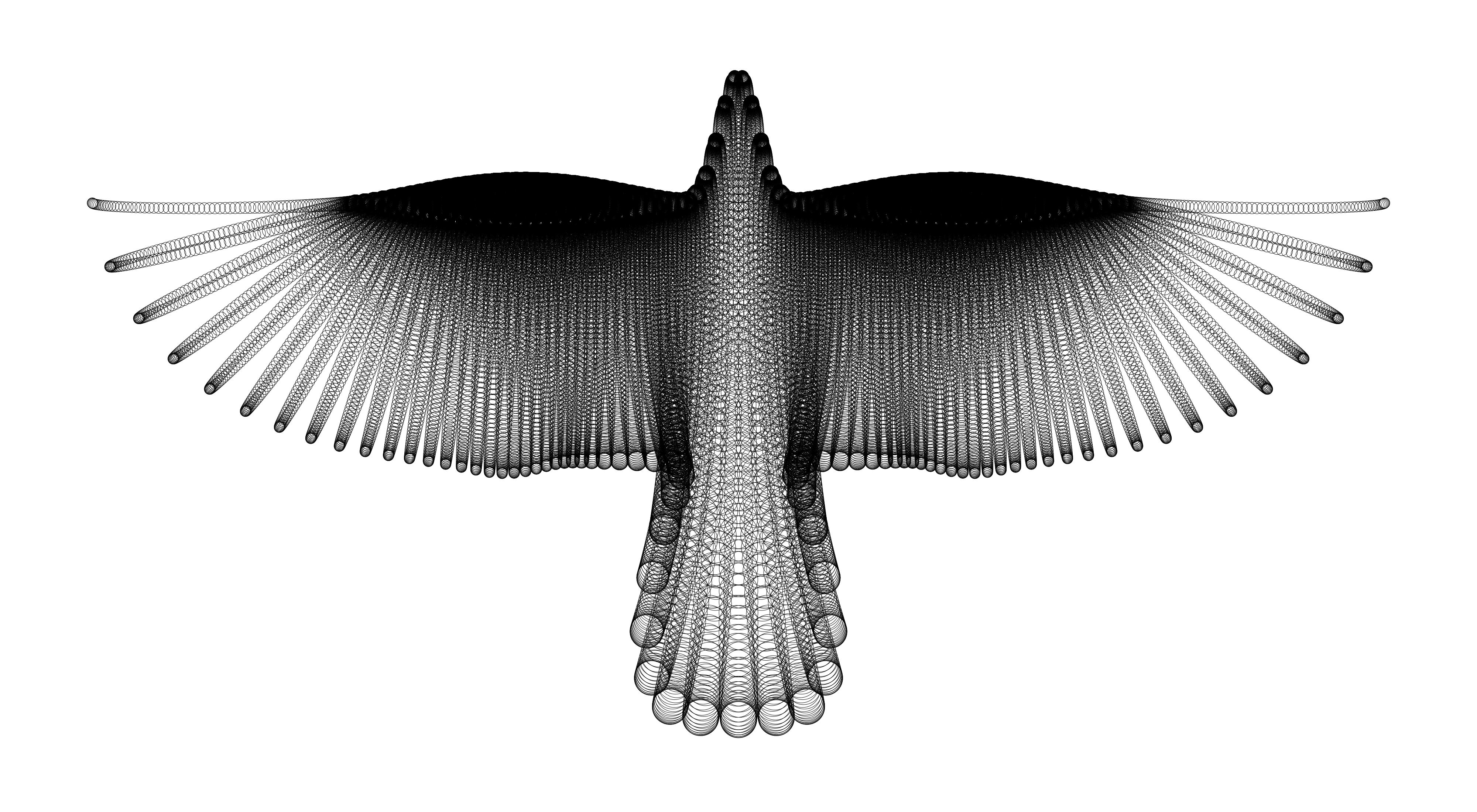
Otra versión de Un pájaro en vuelo compuesta por más de 20.001 círculos, creada con el segundo método.

Un ejemplo de dibujar cosas reales utilizando los métodos de Yeganeh es la obra titulada "Un pájaro en vuelo", que es el nombre de una serie de patrones geométricos con forma de pájaro, creados utilizando los dos métodos mencionados anteriormente. Un ejemplo de Un pájaro en vuelo que fue creado por su primer método incluye 500 segmentos definidos en un plano cartesiano donde para cada {\displaystyle k=1,2,3,\ldots ,500} los puntos finales del segmento de línea {\displaystyle k}-ésimo son:
{\displaystyle \left({\frac {3}{2}}\sin ^{7}\left({\frac {2\pi k}{500}}+{\frac {\pi }{3}}\right),\,{\frac {1}{4}}\cos ^{2}\left({\frac {6\pi k}{500}}\right)\right)}
y
{\displaystyle \left({\frac {1}{5}}\sin \left({\frac {6\pi k}{500}}+{\frac {\pi }{5}}\right),\,{\frac {-2}{3}}\sin ^{2}\left({\frac {2\pi k}{500}}-{\frac {\pi }{3}}\right)\right)}.
Los 500 segmentos de línea definidos arriba definen una forma en el plano cartesiano que se asemeja a un pájaro en vuelo. Los segmentos en las alas del pájaro producen un ilusión óptica y pueden engañar al espectador haciéndole pensar que son curvos, cuando en realidad son rectos. Por lo tanto, la forma también se puede considerar como un obra de op-art. Otra versión de Un pájaro en vuelo que fue diseñada por el segundo método es la unión de todos los círculos con centro {\displaystyle \left(A(k),B(k)\right)} y radio {\displaystyle R(k)}, donde {\displaystyle k=-10000,-9999,\ldots ,9999,10000}, y
{\displaystyle A(k)={\frac {3k}{20000}}+\sin \left({\frac {\pi }{2}}\left({\frac {k}{10000}}\right)^{7}\right)\cos ^{6}\left({\frac {41\pi k}{10000}}\right)+{\frac {1}{4}}\cos ^{16}\left({\frac {41\pi k}{10000}}\right)\cos ^{12}\left({\frac {\pi k}{20000}}\right)\sin \left({\frac {6\pi k}{10000}}\right),}
{\displaystyle {\begin{aligned}B(k)=&-\cos \left({\frac {\pi }{2}}\left({\frac {k}{10000}}\right)^{7}\right)\left(1+{\frac {3}{2}}\cos ^{6}\left({\frac {\pi k}{20000}}\right)\cos ^{6}\left({\frac {3\pi k}{20000}}\right)\right)\cos ^{6}\left({\frac {41\pi k}{10000}}\right)\\&+{\frac {1}{2}}\cos ^{10}\left({\frac {3\pi k}{100000}}\right)\cos ^{10}\left({\frac {9\pi k}{100000}}\right)\cos ^{10}\left({\frac {18\pi k}{100000}}\right),\\\end{aligned}}}
{\displaystyle R(k)={\frac {1}{50}}+{\frac {1}{10}}\sin ^{2}\left({\frac {41\pi k}{10000}}\right)\sin ^{2}\left({\frac {9\pi k}{100000}}\right)+{\frac {1}{20}}\cos ^{2}\left({\frac {41\pi k}{10000}}\right)\cos ^{10}\left({\frac {\pi k}{20000}}\right).}
El conjunto de los 20.001 círculos definidos anteriormente forma un subconjunto del plano cartesiano que se asemeja a un pájaro en vuelo. Aunque las ecuaciones de esta versión son mucho más complicadas que la versión compuesta por 500 segmentos, se parece mucho más a un pájaro en vuelo real. Otros trabajos similares a esta versión de Un pájaro en vuelo presentada por Naderi Yeganeh en 2016 tienen la forma de loros, urracas y cigüeñas en vuelo.

### Fractales y teselaciones
Naderi Yeganeh ha diseñado algunos fractales y teselados inspirados en los continentes. Por ejemplo, en 2015, describió África mediante un octógono generado fractalmente y su inversión lateral. Y también ha creado teselaciones con polígonos similares a América Septentrional y América del Sur.

#### África fractal
El fractal de África está compuesto de un número indefinido de siluetas octagonales parecidas al contorno de África. Los octógonos del fractal son semejantes entre sí y tienen cierto parecido con el mapa de África. El número de octógonos de diferentes tamaños en el fractal está relacionado con la sucesión de Fibonacci: 1, 2, 3, 5, 8, 13, 21, 34, .... La altura del octógono más grande del fractal es φ veces mayor que la altura del segundo octágono; donde φ es el conocido número áureo.

## Exposiciones y conferencias
- 'Art ∩ Math' ,  Center on Contemporary Art (Seattle, WA), del 1 de marzo al 14 de abril de 2018.[47]
- 'The Intersection of Art + Math' , Schack Art Center (Everett, WA), 26 de abril - 2 de junio de 2018.[48]
- 'LASER Talks in Teherán' ,  Leonardo, the International Society for the Arts, Sciences and Technology (Teherán, Irán), 10 de agosto de 2018.[49]

## Aparición de su obra en los medios
- Su obra de arte 9000 Elipses se utilizó como imagen de portada de fondo de la revista American Mathematical Monthly en noviembre de 2017.[50][51][52][53]

- Su obra de arte Corazón se utilizó como imagen para la página de febrero del Calendario de Imágenes Matemáticas 2016 publicado por la American Mathematical Society.[54][55]

- Su obra de arte Pájaro  se utilizó como imagen postal de la exhibición Arte ∩ Matemáticas celebrada en el Center on Contemporary Art, Seattle en 2018.[56][57][58]

- Una de las obras de arte de Naderi Yeganeh se utilizó como imagen de portada para el Boletín de la Iranian Mathematical Society en otoño de 2015.[42]

- Sus trabajos, incluidos "Un pájaro en vuelo" y "Barco", se han utilizado en varias páginas del sitio web del International Mathematical Knowledge Trust (IMKT).[59][60][61]

- Su obra de arte "Un pájaro en vuelo" se utilizó en cada página del primer volumen de STATure, una publicación del Programa de Ciencias de la Vida en Universidad McMaster.[5]

## Recepción
En 2015, la CNN utilizó la pregunta "¿Es este el próximo Leonardo da Vinci?" para el título de un video sobre el trabajo de Naderi Yeganeh, y la CNN Árabe usó el título "¿Es este estudiante iraní el sucesor de Da Vinci?" para un artículo sobre él. En 2015, la Asia Society de Filipinas declaró en una publicación en Facebook que "Hamid Naderi Yeganeh revela la belleza de las matemáticas a través del arte". En 2015, el Museo Nacional de Matemáticas declaró en una publicación en Facebook que "¡Hamid Naderi Yeganeh lleva el arte gráfico al siguiente nivel!" En 2016, el Instituto de Matemáticas y sus Aplicaciones comentó en la publicación del blog de Naderi Yeganeh que muestra cómo dibujar rostros humanos con ecuaciones matemáticas: "Otra razón por la que las matemáticas triunfan". En 2016, COSMOS planteó esta pregunta en la introducción de su entrevista con Hamid Naderi Yeganeh: "¿Por qué las matemáticas de la escuela secundaria no pueden ser más así?" para que sus lectores piensen en el potencial de usar el trabajo de Naderi Yeganeh en la educación matemática. En 2016, Matemáticas en la Educación y la Industria declaró en un tuit que: "Hamid Naderi Yeganeh es un artista matemático que ha creado imágenes de plantas mediante funciones trigonométricas". En 2016, Barbour Design Inc. declaró en su propio blog que "Estos trabajos a menudo delicadamente intrincados son bastante notables, y lo más asombroso es que Yeganeh escribe programas de computadora basados en ecuaciones matemáticas para producirlos". En 2017, la Mathematical Association of America comentó sobre una de las animaciones de Naderi Yeganeh en un tuit:"Obsérvese cómo la belleza de las funciones trigonométricas cobra vida". En 2017, el Instituto Fields describió el trabajo de Naderi Yeganeh como "hermosas matemáticas" en un tuit. En 2017, el Laboratorio Nacional Lawrence Berkeley comentó en una de las publicaciones del blog de Naderi Yeganeh: "Crea impresionantes imágenes simétricas armadas con algunas ecuaciones y una computadora".

## Puntos de vista
Naderi Yeganeh cree que hay un número infinito de formas de utilizar herramientas matemáticas en el arte. En 2015, en una entrevista con la CNN, dijo: "El poder de las matemáticas es ilimitado. Hay un número infinito de grandes obras de arte que podemos crear". También afirmó que: "No creo que el arte hecho por computadora choque con la creatividad humana, pero puede cambiar el papel de los artistas". En 2016, dijo en una entrevista con  Dong-A Science: "Para mí, las matemáticas son la mejor herramienta para crear obras de arte ". Hamid Naderi Yeganeh cree que la introducción de objetos matemáticos que se asemejen a cosas reales reconocibles puede alentar a los jóvenes a dedicarse a las matemáticas. Piensa que las matemáticas son una cultura internacional y las matemáticas pueden ayudar a promover la paz y la armonía entre las naciones. También cree que π es un número internacional y que puede ser un símbolo de paz entre las naciones.

## Galería
A continuación se muestran algunos ejemplos de las figuras matemáticas de Yeganeh:
|  |  |  |

|  |  |  |